# Gladsax Len
Gladsax (eller Gladsaxe) Len var et len i Skåne.
En oprindelig sædegård blev til kongelige lensborg Gladsaxehus, med Gladsax Sogn, byen Simrishavn, store dele af Albo Herred og Hammershus på Bornholm i sit opland. Gladsax Len blev betragtet som et af de væsentligste len i Skåne.

## Lensmænd
| - Thorkild Nielsen Bing - -1398 Thorkilds Bings enke Ida Pedersdatter Falk - 1406 Magnus von Ahlen - 1427-1449 Jens Grim Has - 1453 Jens Grims enke, fru Kirsten Stigsdatter Thott - 1453 Trud Pedersen Galen (fru Kirstens søn) - 1462 Fru Kirsten Stigsdatter Thott | - 1471-1476 Eskil Mogensen Gøye - 1481-(1490) Knud Trudsen Has - 1490-(1505) Sten Basse Bille - 1505-1543 Knud Bilde - 1543-1544 Herluf Trolle - 1544-1555 Otte Thygesen Brahe | - 1555-1558 Bjørn Saxtrup - 1558-1565 Erik Ugerup - 1565-1600 Hans Spiegel - 1600-1620 Anders Sinklair, dronningens kammerjunker - 1620-1621 Gabriel Kruse til Tulsted og Hjulebjerg - 1621 Jakob Bek fra Beldringe (mageskifte) |